# Taner Akçam

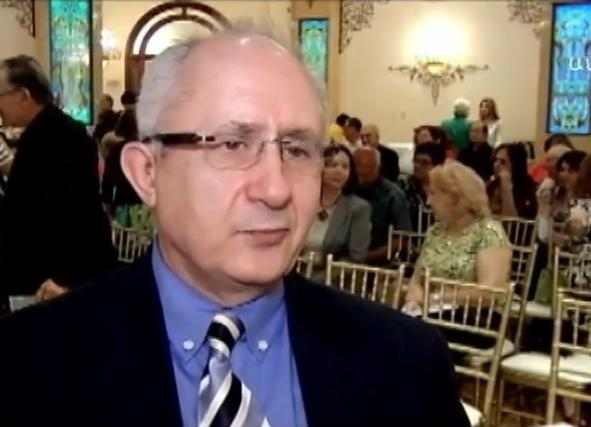
Taner Akçam (2013)

Altuğ Taner Akçam (* 23. Oktober 1953 in Ardahan) ist ein türkischer Historiker, Soziologe und Autor. Er ist einer der ersten türkischen Akademiker, die den Genozid an den Armeniern durch die Osmanen 1915 öffentlich thematisierten. Akçam hat die bisher detaillierteste Arbeit über die Istanbuler Prozesse von 1919/1920 im besiegten Osmanischen Reich herausgegeben. Der Großteil der Arbeit umfasst die aus dem Osmanischen übersetzten Prozessprotokolle der Hauptverhandlung, wie sie damals in der Takvim-i Vekayi erschienen waren, wie auch Zeitungsberichte über zwei Nebenverhandlungen. Ein Teil der Übersetzungen stammt auch von Hayrettin Aydın. Akçam ist ein ehemaliger Student von Vahakn Dadrian.

## Werdegang
Akçam studierte an der Middle East Technical University in Ankara Verwaltungswissenschaften und Volkswirtschaft, 1975 machte er dort seinen Bachelorabschluss. In der Mitte der 1970er Jahre unterstützte Akçam ein führendes Mitglied der linksradikalen Gruppe Dev Yol (Devrimci Yol Revolutionärer Weg) und den Herausgeber von Devrimci Genclik Dergisi („revolutionäre Jugend-Zeitschrift“). 1976 wurde er zu 10 Jahren Gefängnis verurteilt. Er konnte ein Jahr später aus dem Gefängnis fliehen und in die Bundesrepublik Deutschland emigrieren, wo er politisches Asyl erhielt. Er setzte seine politischen Tätigkeiten fort. Ausschlaggebend für das Einschlagen der akademischen Laufbahn war die Ermordung seines Freundes Kürşat Timuroğlu durch die Arbeiterpartei Kurdistans (PKK) im Jahr 1986. 
Ab 1988 arbeitete Akçam am Hamburger Institut für Sozialforschung über die Geschichte der politischen Gewalt und Folter in der Spätphase des Osmanischen Reichs und der frühen Türkischen Republik. Mit einer Arbeit über Die türkische Nationalbewegung und den Völkermord an den Armeniern vor dem Hintergrund der Militärtribunale in Istanbul 1919–1922 wurde er 1995 an der Universität Hannover promoviert. Von 2000 bis 2002 war er Gastprofessor an der University of Michigan, danach Gastprofessor am Center for Holocaust and Genocide Studies der University of Minnesota. Akçam wurde 2008 zum Professor für Geschichte an der Clark University im US-Bundesstaat Massachusetts ernannt. Er hat zahlreiche Bücher und Artikel (auf Englisch, Deutsch und Türkisch) zur türkisch-armenischen Geschichte veröffentlicht.

## Schriften (Auswahl)
- Siyasi kültürümüzde zulüm ve işkence (Araştırma-inceleme dizisi), İletişim Yayıncılık, 1992, ISBN 975-470-249-7.
- Armenien und der Völkermord – Die Istanbuler Prozesse und die türkische Nationalbewegung, Hamburger edition, Hamburg 1996, ISBN 3-930908-26-3.
- Rethinking Modernity and National Identity in Turkey, Publications on the Near East, University of Washington, Sibel Bozdogan (Editor), University of Washington Press, 1997, ISBN 0-295-97597-0.
- İnsan hakları ve Ermeni sorunu: İttihat ve Terakki'den Kurtuluş Savaşı'na, İmge Kitabevi, 1999, ISBN 975-533-246-4 (engl. Übersetzung: A Shameful Act : The Armenian Genocide and the Question of Turkish Responsibility, Metropolitan Books, 2006, ISBN 0-8050-7932-7).
- Dialogue across an international divide: Essays towards a Turkish-Armenian dialogue, Zoryan Institute, 2001, ISBN 1-895485-03-7.
- From Empire to Republic: Turkish Nationalism and the Armenian Genocide, Zed Books, London 2004, ISBN 1-84277-527-8.
- Ermeni Meselesi Hallolunmuştur, İletişim Yayıncılık, Istanbul 2008, ISBN 978-975-05-0562-1.
- The Young Turk’s Crime Against Humanity. The Armenian Genocide and Ethnic Cleansing in the Ottoman Empire, Princeton University Press, 2012, ISBN 978-069-11-5333-9.[5]
- Tötungsbefehle. Talat Paschas Telegramme und der Völkermord an den Armeniern, Velbrück Wissenschaft, Weilerswist 2019, ISBN 978-395-83-2196-0.

## Belege
1. ↑  Guenter Lewy The Armenian Massacres in Ottoman Turkey: A Disputed Genocide. Salt Lake City 2005, S. 74.
2. ↑  Taner Akçam: Armenien und der Völkermord. Hamburg 2004, S. 166.
3. ↑  Harvard Armenian Society Dadrian and Taner Akcam come to Harvard to discuss future of Turkey-Armenia relations
4. ↑  CV
5. ↑  In der Türkei herrscht eine Koalition der Stille. In: Frankfurter Allgemeine Zeitung, 2. Oktober 2012, S. 28.

| Personendaten    | Personendaten                              |
| ---------------- | ------------------------------------------ |
| NAME             | Akçam, Taner                               |
| ALTERNATIVNAMEN  | Akçam, Altuğ Taner                         |
| KURZBESCHREIBUNG | türkischer Historiker, Soziologe und Autor |
| GEBURTSDATUM     | 23. Oktober 1953                           |
| GEBURTSORT       | Ardahan                                    |